# Lahe (Alatskivi)
Lahe – wieś w Estonii, w prowincji Tartu, w gminie Alatskivi. Położona jest na północnym brzegu jeziora Lahepera.